# Éguilles
Éguilles is een gemeente in het Franse departement Bouches-du-Rhône (regio Provence-Alpes-Côte d'Azur). De plaats maakt deel uit van het arrondissement Aix-en-Provence. Éguilles telde op 1 januari 2022 8.349 inwoners.

## Geografie
De oppervlakte van Éguilles bedroeg op 1 januari 2022 34,07 vierkante kilometer; de bevolkingsdichtheid was toen 245,1 inwoners per km².
De onderstaande kaart toont de ligging van Éguilles met de belangrijkste infrastructuur en aangrenzende gemeenten.

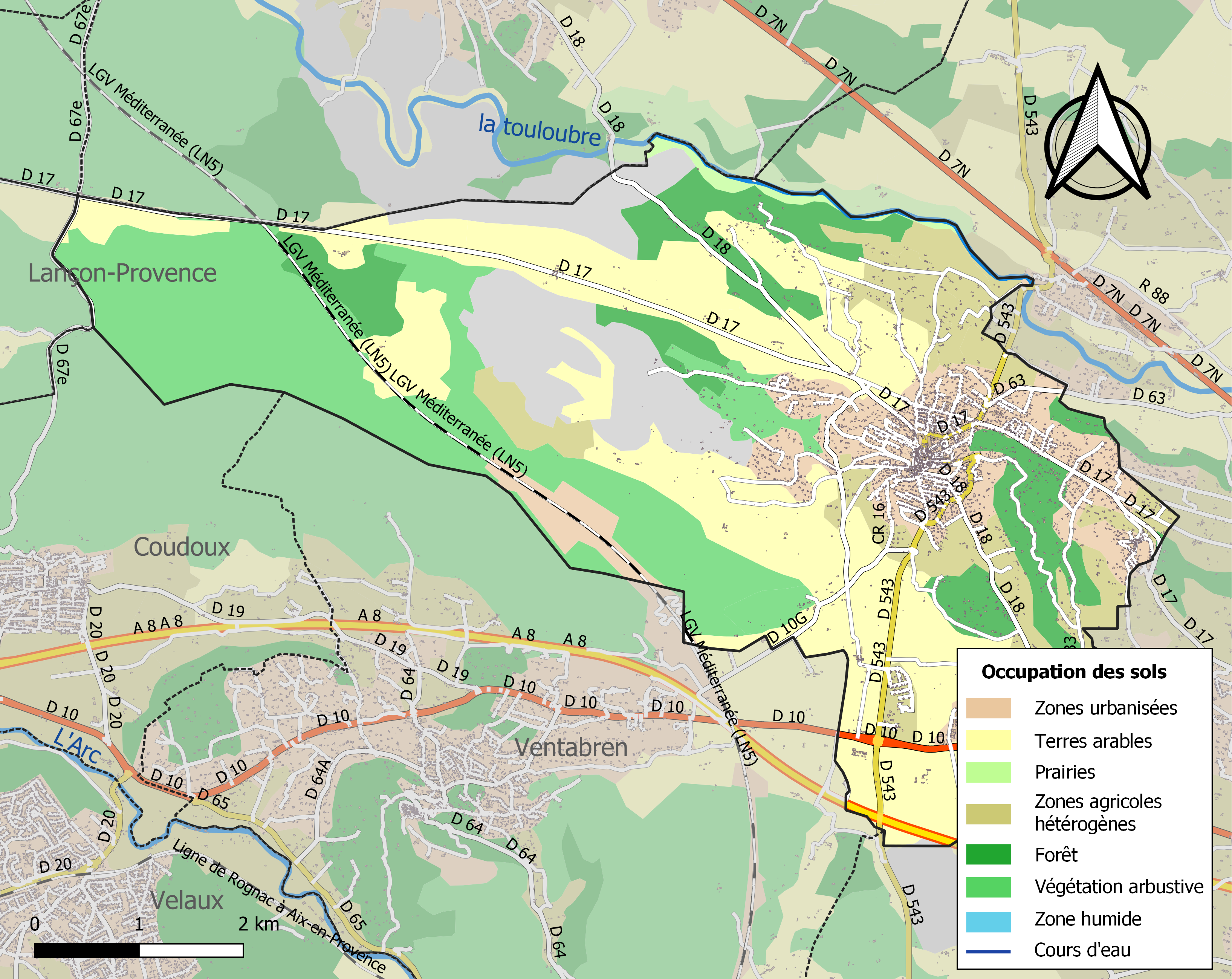

## Demografie
Onderstaande figuur toont het verloop van het inwonertal (bron: INSEE-tellingen).
Vanwege een beveiligingsprobleem met de MediaWiki Graph-software is het momenteel niet mogelijk deze grafiek weer te geven. Zodra de software is bijgewerkt zal de grafiek vanzelf weer zichtbaar worden.

## In populaire media
- De detectiveroman Death in the Vines (2013) (Nederlandse vertaling: Bloedspoor in de wijngaard, 2013) van de Canadese schrijfster M.L. Longworth speelt zich gedeeltelijk af in Éguilles.
- De derde aflevering van de eerste jaargang van de Bitse televisiereeks Murder in Provence is een verfilming van deze roman.